# Newgate

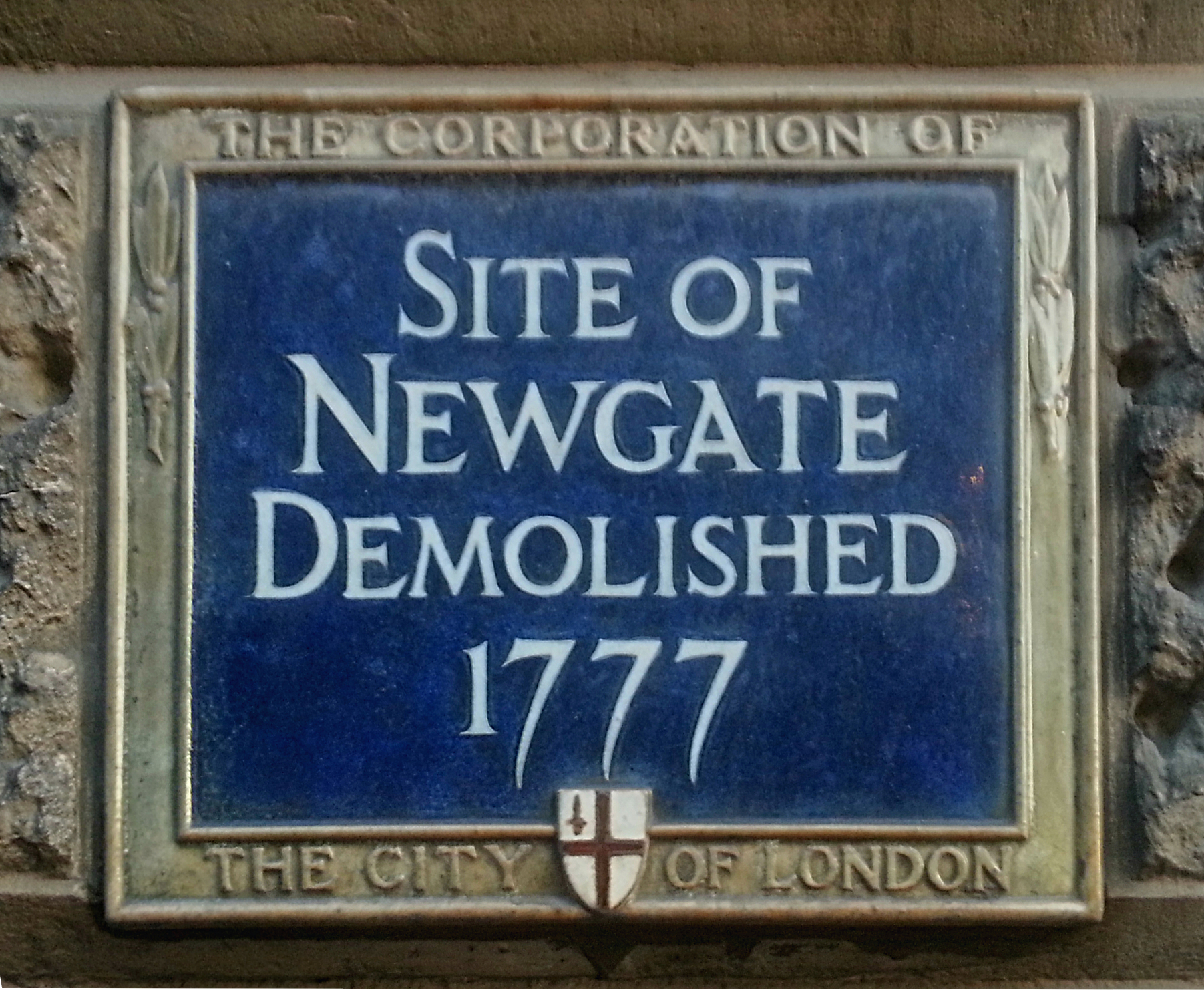
Newgate

Newgate (« La Porte neuve »), située naguère à l'extrémité ouest de Newgate Street, était l'une des sept portes historiques de la Cité de Londres, et l'une des six qui remontaient à l'antique Londinium de l'époque romaine. Partait de là une voie romaine qui menait vers Silchester, à plus de 70 km à l'ouest de Londres. Des fouilles menées en 1875, 1903 et 1909 ont révélé la structure romaine et montré qu'elle consistait en une double voie flanquée de deux tours carrées occupées par des gardes,.  
Depuis le XIIe siècle au moins, la porte est utilisée comme prison pour dette, ainsi que pour y emprisonner des criminels. Cette prison de Newgate, de triste renommée, fut agrandie plus tard vers le sud sur l’actuel site de Old Bailey, la Haute Cour criminelle de Londres. 
La porte fut démolie en 1767 (la prison ne ferma définitivement qu'en 1902, avant d'être rasée à son tour deux ans plus tard, pour permettre la construction du tribunal qui fut inauguré en 1907).